# Capitaine Crochet (Disney)
Pour les articles homonymes, voir Capitaine Crochet.
Le capitaine Crochet est le personnage développé par les studios Disney sur la base du personnage homonyme du roman Peter Pan de J. M. Barrie pour le long métrage Peter Pan (1953).

## Interprètes
- Hans Conried (Peter Pan (1953))
- Corey Burton (autres apparitions)
- Chikao Ōtsuka (voix japonaise dans Kingdom Hearts)
- Jean-Henri Chambois (voix française dans Peter Pan (1953))
- Philippe Catoire (voix française dans toutes ses autres apparitions)
- Hubert Gagnon (voix québécoise dans Retour au Pays Imaginaire)
- Jude Law (Peter Pan et Wendy, 2022)

## Apparitions cinématographique du personnage

### Le long métragePeter Pan
Le capitaine Crochet de Disney, tel qu'il apparaît dans le long métrage de 1953 Peter Pan, est loufoque, ridicule et même peureux, prêt à pleurer pour avoir de l'aide, contrairement à ce qu'il était dans le livre de Barrie. Le personnage a aussi l'habitude d'avoir ses habits réduits en lambeaux (en commençant souvent par son chapeau). Il possède un crochet à la place de sa main gauche (et non droite). Une raison possible de ce changement de main serait la volonté des animateurs de rendre Crochet capable de faire les actions qui sont aisées pour les droitiers.
Bien qu'il agisse par moments de manière diabolique, il est plutôt un méchant comique comparé à des personnages (plus récents) comme Maléfique, Jafar ou Scar. Toutefois il apprécie les éléments non précisés dans les contrats dont il peut tirer profit. Par exemple, il promet à Clochette de ne pas poser un doigt (un crochet) sur Peter Pan mais cela ne l'empêche pas de poser ensuite une bombe dans le repaire de ce dernier, indiquant que cela n'était pas stipulé dans le contrat. Lorsque Peter Pan gagne le combat contre lui, il demande sa grâce et promet de ne plus jamais toucher au Pays imaginaire ; mais il tente de frapper Peter et se retrouve obligé d'échapper à nouveau au crocodile Tic-Tac (Tick Tock Croc), suivi par M Mouche dans une barque. Respectant un schéma courant chez les méchants de Disney, les mouvements de son visage sont lents mais précis (donc détaillés) afin que le spectateur puisse appréhender l'évolution des idées qui germent dans son esprit, à l'instar du Prince Jean et de Madame de Trémaine, belle-mère de Cendrillon
Dans le film la voix originale est celle de Hans Conried, qui interprète aussi M Darling. Le personnage a lui été animé sous la direction de Frank Thomas.
Pour Dave Smith, les animateurs Disney ont eu des difficultés pour décider quelle main devrait être remplacée par un crochet. James Barrie indique que c'est la main droite qui a été coupée et remplacée par un crochet mais cela compliquait l'animation, rendant difficile l'identification des actions simples comme l'écriture. Les animateurs, qui étaient majoritairement droitiers au sein du studio à l'époque, trouvèrent plus facile que Crochet soit amputé de la main gauche.
D'après les bonus de la version collector du DVD, l'aspect du personnage est inspiré de celui d'un roi espagnol. Ce qui rejoint le surnom de Roi Jas, donné au personnage dans le livre Les Terribles Aventures du futur capitaine Crochet en l'honneur de Charles II.

### Le long métragePeter Pan 2: Retour au Pays imaginaire
Dans le film Peter Pan 2 : Retour au Pays imaginaire (2002), il parvient à échapper au crocodile mais le saurien est remplacé par une pieuvre affamée. De manière ironique et en rappel de Tick Tock Croc, la pieuvre avale Crochet pendant quelques secondes avant qu'il ne s'échappe. Durant cette séquence, un autre hommage au crocodile est le bruit de succion des ventouses de la pieuvre imitant le tic-tac d'une horloge ainsi que les yeux se révulsant de manière séparée. À la fin du film, Crochet et son équipage, à bord d'une barque, sont poursuivis par la pieuvre.
Dans ce film, la mention d'une mère pour le capitaine Crochet est plus forte que dans les précédentes productions de Disney, de par le fait qu'un portait est visible dans la cabine du capitaine. Sa mère, aussi un pirate, possède deux crochets à la place des mains. Cette ascendance maternelle pour le capitaine Crochet s'oppose à celle de Peter Pan et des enfants perdus qui sont orphelins. Dans le livre Peter and the Starcatchers, publié par Disney en 2004, et servant de préquelle au roman de James Barrie, on apprend qu'il aurait abandonné sa mère sur une île déserte et que c'est Peter qui lui a coupé la main remplacée ensuite par un crochet.

### Le long métrageClochette et la Fée Pirate
Dans le film Clochette et la Fée pirate, le capitaine Crochet apparaît lorsqu'il était plus jeune sous son véritable nom ; il est déjà capitaine de son navire et il combat Clochette et ses amis tout au long du film pour arriver à ses fins. Il n'hésite pas à manipuler et à trahir Zarina pour mettre en place son plan diabolique. On y aperçoit aussi le crocodile Tic-Tac quand il était petit et sa rencontre avec M. Mouche à la fin du film, signe que le film se passe des années avant les événements relatés dans le film Peter Pan.

## Autres apparitions
Au cinéma, Crochet apparaît surtout dans l'univers de Peter Pan. Mais il apparaît de manière occasionnelle dans des bandes dessinées Disney au côté des personnages de l'univers de Mickey Mouse et de Donald Duck. Dans ce dernier univers, il est l'ennemi de Toby Dick, un chasseur de baleine cousin de Donald.
La première apparition en dehors de l'univers de Peter Pan est dans The Castaway of Crocodile Island, publiée en mai 1957 et présentant Jiminy Cricket, Dingo et le monde de Peter Pan... L'histoire du film avait été éditée sous forme de bande dessinée dès décembre 1952.
Il apparaît en 1992 dans l'épisode Sheerluck Bonkers/All Potato Network/The Puck Stops Here de la série Raw Toonage.
Crochet apparaît régulièrement comme l'un des principaux méchants dans la série Disney's tous en boîte ainsi dans la compilation de courts métrages Mickey, le club des méchants (2002). Dans ce dernier il est le bras droit de Jafar, proclamé chef des méchants. Dans ces productions récentes, la voix anglaise est celle de Corey Burton.
Le personnage est aussi présent dans les jeux vidéo. Son apparition dans Disney's Villains' Revenge (1999) de Disney Interactive est remarquable tout comme le principe du jeu. Crochet, comme trois autres méchants de leurs films respectif, a volé la "fin heureuse" de l'histoire de Peter Pan. L'histoire est donc modifiée. Peter perd sa jeunesse éternelle, devenant un vieux monsieur, et son côté combattif. Le joueur doit vaincre Crochet en duel pour rétablir l'histoire puis à nouveau dans la bataille finale, mais le bateau de Crochet sombre. Retiré dans Skull Rock, Crochet tire au canon mais l'un est défectueux, explose et envoie le pirate voler dans les airs.
Le personnage de Crochet a fait partie de la gamme de jouet Disney Heroes. Le personnage possédait un style graphique proche de celui du film d'origine, toutefois le crochet métallique était plus anguleux.
Il est aussi visible dans les parcs à thèmes Disney.

### Kingdom Hearts
Le capitaine Crochet apparaît dans le jeu Kingdom Hearts avec Maléfique et d'autres méchants de Disney. Dans l'univers de ce jeu, son bateau pirate lui permet de naviguer entre les différentes mondes. Il emmène par exemple Riku où Sora a été enlevé. Mais il n'apprécie pas l'attitude directive de Riku et regrette de l'avoir emmené.
Lorsque Sora, Donald et Dingo arrivent au Pays imaginaire et rencontrent Peter Pan à la recherche de Wendy. Crochet pensait que Wendy était l'une des Princesses de Cœur et l'avait enlevé pour cette raison. Maléfique certifie par l'intermédiaire de Riku que Wendy n'est pas une princesse, ce qui énerve Crochet. Dans les cales du bateau pirate, Sora combat un sans-cœur puis dans le bureau de Crochet, Riku fait apparaitre l'ombre de Sora, que ce dernier doit combattre. De retour sur le pont, l'équipe de gentils, menée par Sora affronte Crochet. L'équipe s'aperçoit alors que Riku, enlevant Kairi, est retourné à la Forteresse Oubliée auprès de Maléfique. Profitant de cette diversion, Crochet se réfugie dans son bureau. Peter Pan imite alors Monsieur Mouche en lui disant que le pont est dégagé. Crochet doit alors se battre. Il se révèle être un excellent épéiste et un expert en bombe. Crochet finit jeté par-dessus bord et est poursuivi par Tic Tac.
Il apparaît également dans les jeux Kingdom Hearts: Chain of Memories comme un souvenir de Sora et dans Kingdom Hearts : Birth By Sleep (2010), ennemi que Ventus affrontera.
La voix japonaise est celle de Chikao Ōtsuka.

### Fantasmic!
Dans la version de Disneyland du spectacle Fantasmic!, une scène montre Crochet combattant Peter Pan à bord du Jolly Roger. Elle n'est pas présente aux Disney's Hollywood Studios et est remplacée par un extrait de Pocahontas.
Cette scène à Disneyland est dû à la présence dans le parc du Sailing Ship Columbia, une réplique grandeur nature d'un ship sloop (équivalent des corvettes françaises).

### Dream-Along with Mickey
Durant le spectacle Dream-Along with Mickey au Magic Kingdom de Walt Disney World, Crochet et Mouche font partie des méchants qui perturbent la fête de Mickey. Leur arrivée se fait lorsque Wendy et Peter Pan tente de réaliser le rêve de Dingo d'être un pirate au côté de Donald en capitaine. Crochet survient et entame un combat avec Peter.
Bien que dans le spectacle, l'apparition de Crochet semble au premier abord sans raison, il s'avère qu'il œuvre avec Maléfique, les deux méchants voulant se venger de ne pas avoir été invité à la fête. Mickey parvient à vaincre Crochet, et les autres méchants, grâce à la chanson Dreams come true! reprise par le public.
La position de Crochet sous les ordres de Maléfique est semblable à celle qu'il occupe dans le jeu Kingdom Hearts.

## Anecdotes
- Bien que le crocodile ne soit jamais nommé dans le film, dans des bandes dessinées le nom de Tic-Tac (Tick Tock Croc) a été utilisé.
- Le capitaine Crochet apparait également dans la série télévisée d'animation de 2011, Jake et les pirates du Pays imaginaire.
- Il apparait également dans la série télévisée d'animation de 2012, Les Nouvelles Aventures de Peter Pan. Dans cette série le crochet remplace sa main droite et non sa main gauche comme dans les longs métrages.